# Historie písma ve Vietnamu

Čínské znaky

Ve Vietnamu se dříve psalo čínskými znaky, ale později se začala používat latinka.

## Základní pojmy

Chữ Nôm

- Chữ Hán, vietnamský výraz pro čínské znaky. Též se jím říká Hán tự , Hán văn nebo chữ nho.
- Čínská vietnamština (sino-vietnamština), vietnamsky từ Hán Việt. Jedná se o vietnamské čínsky psané texty, které se ale od čínštiny používané v Pekingu lišily méně než třeba římská a britská latina v období Římské říše.
- Chữ Nôm, čínské znaky doplněné o Nôm, speciálními znaky určené pro potřebu vietnamského jazyka. Užívali je spíše bohatší lidé. Někdy se jim říká též jižní znaky.[1]
- Chữ quốc ngữ, vietnamský výraz pro vietnamskou abecedu v latince.

## Historie

### Čínská nadvláda
Žádné písemné památky psané čínsky, které by psali Vietnamci, se nedochovaly.

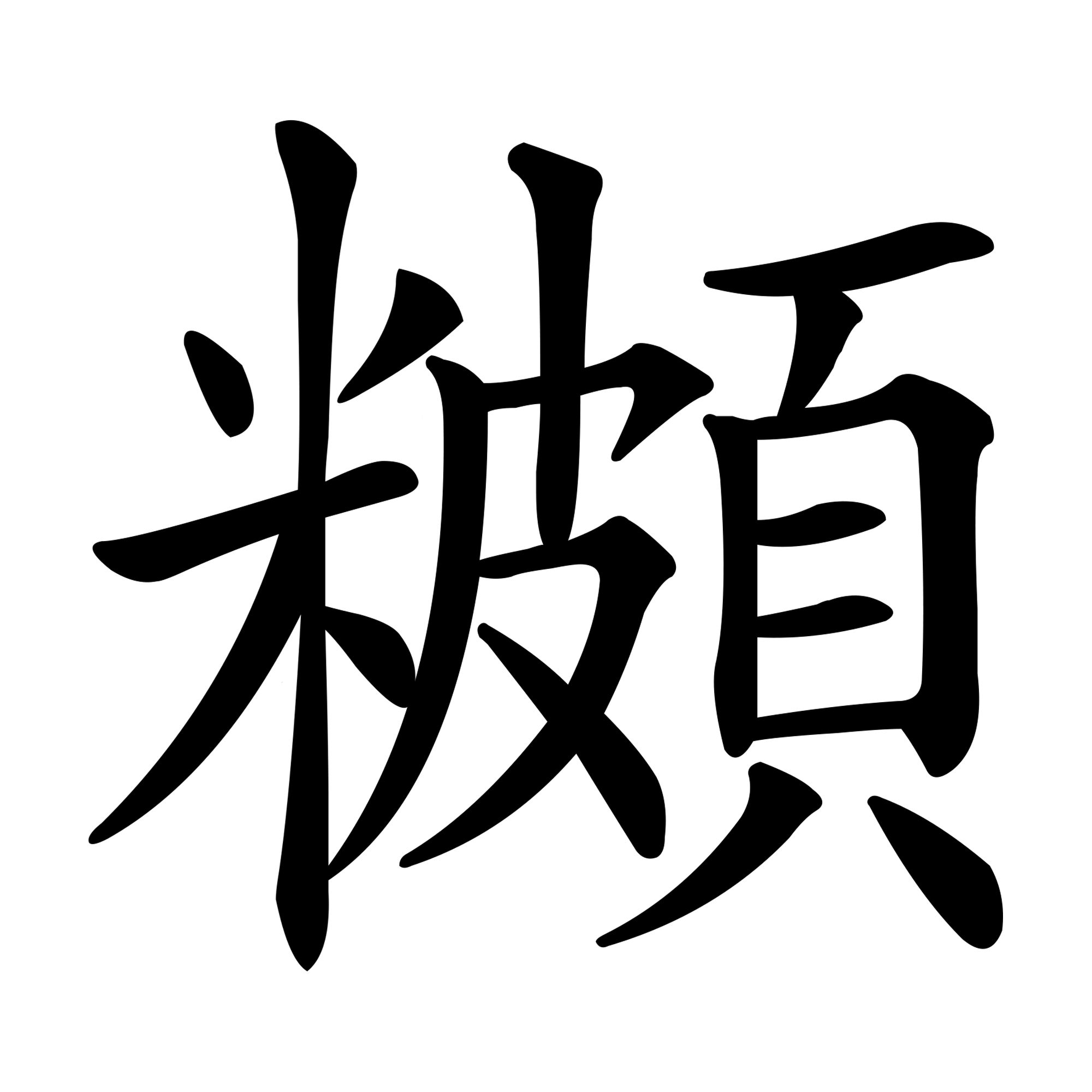
Znak Nôm, vietnamská část písma Chữ Nôm, označující tradiční vietnamskou polévku phở.

### Vietnamské císařství
V období Vietnamského císařství (přibližně od roku 939) se většina textů psala v klasické čínštině. Před vytvořením vietnamského písma Chữ Nôm byla čínština jazykem úředníků, vlády, medicíny, astrologie, vědy, náboženství a vyšší literatury (například poezie), zatímco vietnamština byla především orální jazyk.

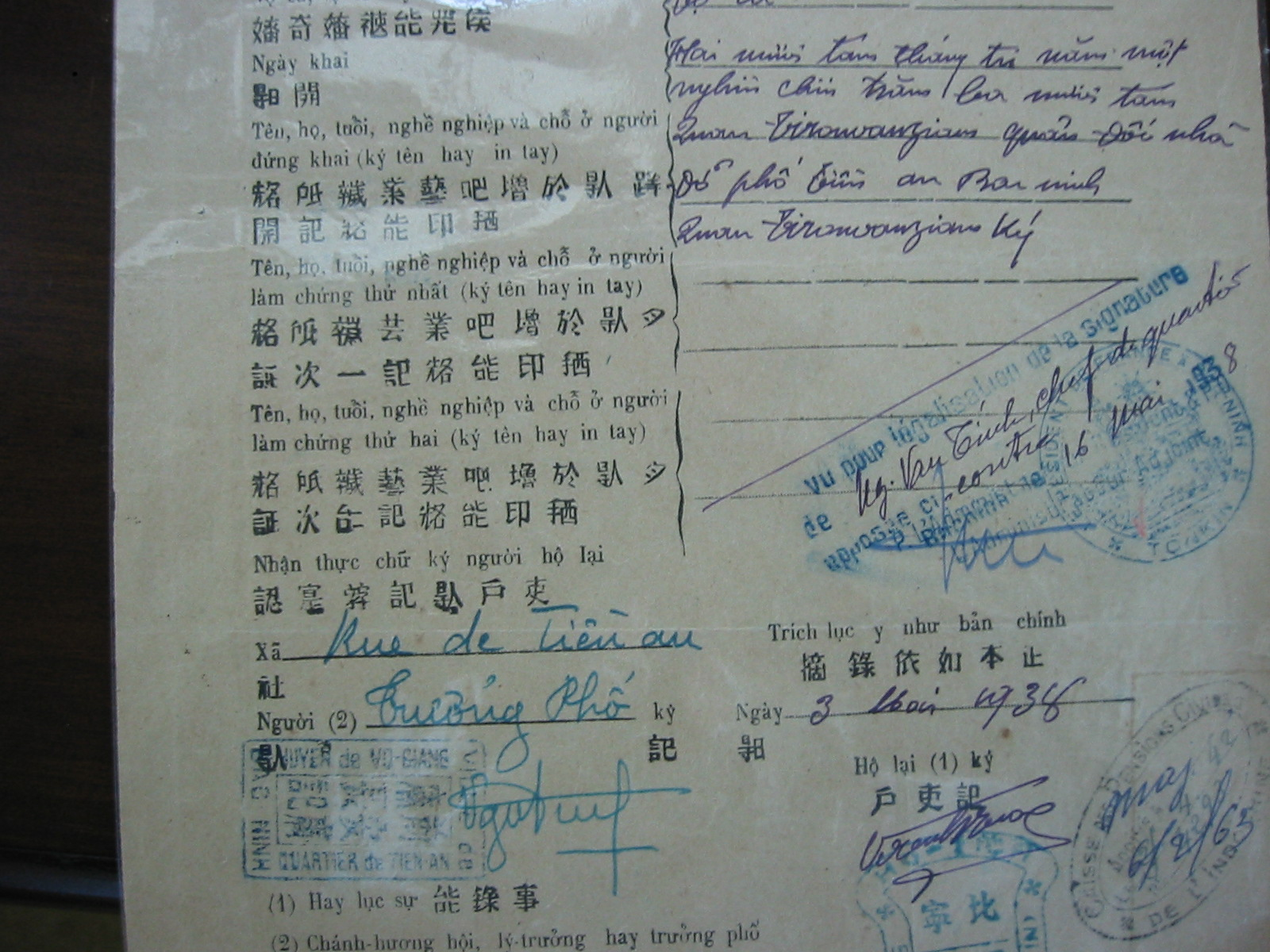
Rodný list z Vietnamu z roku 1938, jsou na něm použita 4 písma: vietnamská latinka, francouzská latinka, chữ nôm a čínské znaky

### Období dvou písem
Od konce třináctého století začal čínské znaky (chữ nho nebo chữ Hán) nahrazovat systém pozměněných čínských znaků, který, na rozdíl od chữ nho, umožňoval zápis čistě vietnamských slov. Tento systém se nazýval chữ nôm. Během okupace Čínou dynastie Ming na začátku 13. století byly ale knihy a texty zapsané v chữ nôm zničeny, takže všechny dodnes dochované písemné památky pocházejí až z období po okupaci. Vzhledem k tomu, že pro čtení chữ nôm bylo potřeba nejdříve ovládat čínské znaky, tak chữ nôm prostý lid nepoužíval a toto písmo se stalo jazykem bohatých a elit. Psali v něm poezii i někteří slavní vietnamští básníci, například Nguyen Zu (Nguyễn Du) nebo básnířka Ho Xuan Huong. Čínské znaky se tak používaly na téměř všech oficiálních dokumentech.

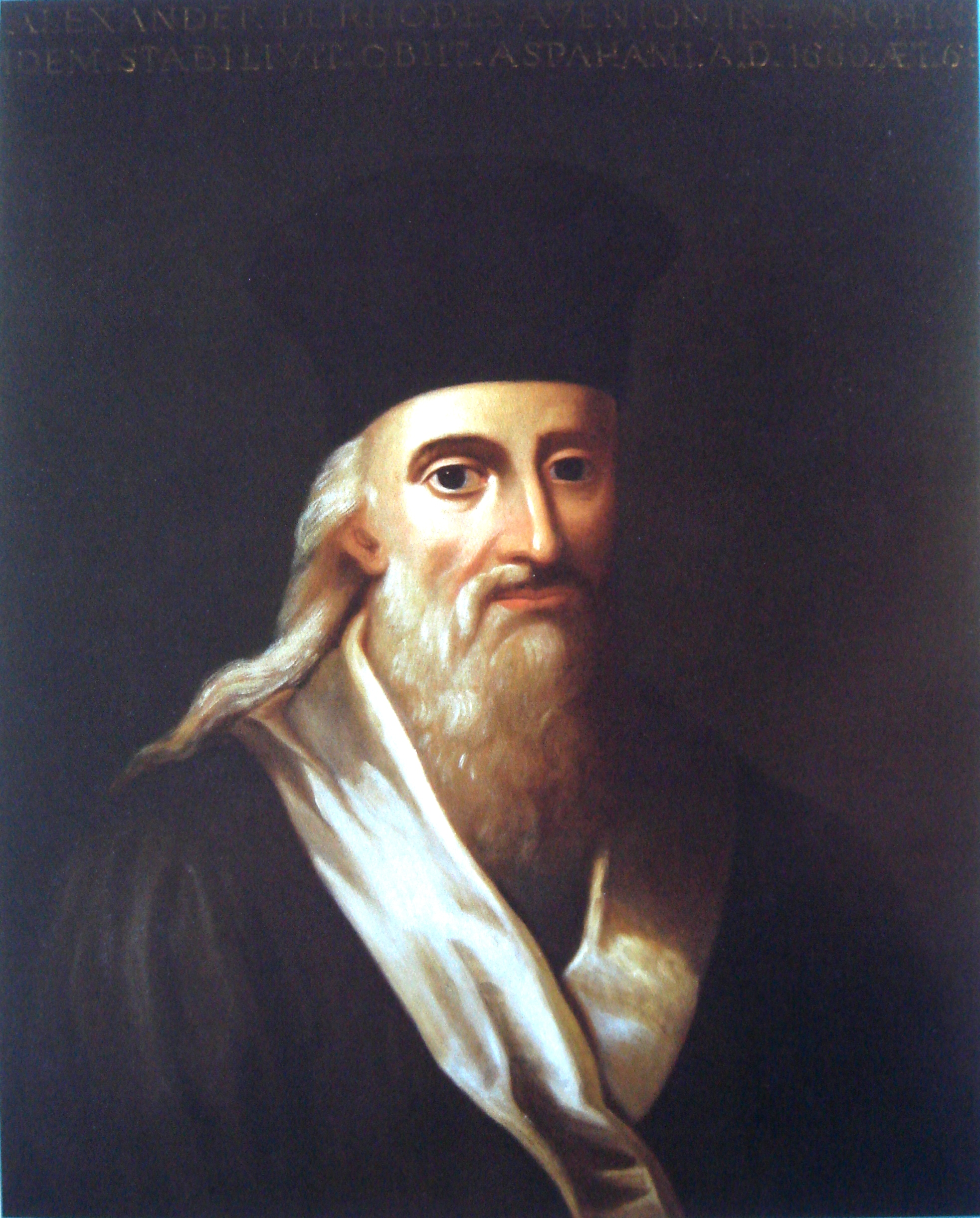
Alexandre de Rhodes

### První přepisy do latinky
První přepisy vietnamštiny do latinky jsou datovány od roku 1520, kdy zde působili křesťanští jezuitští misionáři z Portugalska a Itálie. Abeceda, kterou vytvořil portugalský misionář Francisco de Pina vedla až k té dnešní. Na jeho práci totiž navázal francouzský misionář z Avignonu Alexandre de Rhodes (1591-1660), který je znám jako autor vietnamské abecedy. Na základě slovníků Gaspara do Amarala a Antónia Barbosy nechal Rhodes roku 1651 vytisknout vietnamsko-portugalsko-latinský slovník Dictionarium Annamiticum Lusitanum et Latinum (vietnamsky Từ điển Việt-Bồ-La), kde použil dnešní vietnamskou abecedu známou jako chữ quốc ngữ.

### Francouzská Indočína
I když existoval přepis vietnamštiny do latinky, téměř nikdo ho dalších více než 200 let po jeho vzniku nepoužíval. V roce 1887 se ale území Vietnamu dostalo pod vliv Francie a vznikla Francouzská Indočína. Stále více se začala používat latinka, ale to znamenalo že se ve Vietnamu používala už 4 písma (čínské znaky, chữ nôm, vietnamská latinka, francouzská latinka) a tak došlo v roce 1910 došlo ke standardizaci vietnamštiny, a uzákonění upravené latinky nad čínské znaky a chữ nôm, které se tehdy používaly především v odlehlých částech země nebo staršími lidmi.

### Dnešní situace
Dnes používá vietnamština latinku (chữ quốc ngữ) vycházející z Rhodesova přepisu, nicméně se staršími písmy stále píšou kaligrafové, nejčastěji při nějakých speciálních příležitostech, jako je Vietnamský nový rok (Tết). V Hanoji existuje Hán Nôm Institut, institut zabývající se texty v chữ nho a chữ nôm. Od 90. let 20. století nabízí také kurzy výuky těchto písem. Mnoho Vietnamců studuje právě chữ nho (čínské znaky), protože jim to usnadňuje studium čínštiny nebo japonštiny.
Vietnamská abeceda
Vietnamština používá mnoho diakritiky, která nejčastěji určuje tóny nebo přízvuky. Více diakritických znamének se ještě dá kombinovat.
| A | Ă | Â | B | C | D | Đ | E | Ê | G | H | I | K | L | M | N | O | Ô | Ơ | P | Q | R | S | T | U | Ư | V | X | Y |
| a | ă | â | b | c | d | đ | e | ê | g | h | i | k | l | m | n | o | ô | ơ | p | q | r | s | t | u | ư | v | x | y |